# Scarpone da sci

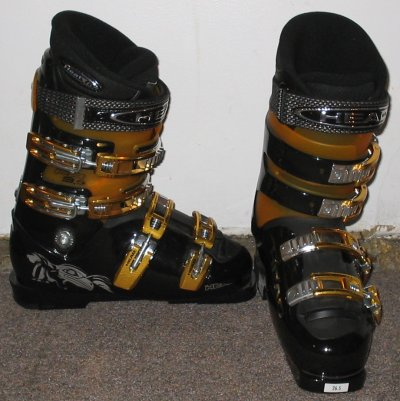
Scarponi da sci alpino

Lo scarpone da sci è la calzatura che viene indossata dagli sciatori per agganciarsi agli attacchi degli sci. Nello sci alpino, lo scarpone necessita di grande rigidità per poter mantenere ben bloccati i piedi dello sciatore.
I primi scarponi erano di cuoio, mentre adesso sono realizzati con una scocca esterna di materiale plastico, molto rigida, che presenta in punta e tallone un apposito scalino che ne permette l'aggancio agli attacchi da sci; la tomaia interna è rivestita di materiali come gommapiuma, schiuma plastica, velluto ecc., per offrire una calzata che si modelli perfettamente al piede, confortevole e calda.
Gli scarponi hanno dei sistemi di chiusura che permettono la perfetta aderenza a piede, tallone e tibia dello sciatore; sono realizzati con sistemi a tiranti o più comunemente con tre o quattro ganci.